# Slivovka
Slivovka je sadno žganje narejeno prvenstveno iz sliv Prunus domestica subsp. insititia (damson), pogosto imenovano tudi slivov brendi, rakija, šljivovica .... Slivovka se proizvaja v srednji, vzhodni in južni Evropi, komercialno in zasebno. Primarne proizvajalke so Bosna in Hercegovina, Bolgarija, Hrvaška, Češka, Grčija, Madžarska, Severna Makedonija, Poljska, Romunija, Srbija, Slovaška, Slovenija in Ukrajina. Na Balkanu velja slivovka za vrsto rakije. Na Madžarskem ga imajo za neke vrste pálinko, v Romuniji in Moldaviji pa za pălincă, podobno kot țuică. Na Češkem, Slovaškem, v Galiciji in Karpatsko-Ruteniji se šteje za pálenka. Unesco ga je leta 2022 uvrstil na Unescov seznam nesnovne kulturne dediščine na zahtevo države geografskega izvora Srbije.

## Etimologija
Beseda slivovka izhaja iz praslovanskega *sliva - 'sliva' (bolgarsko слива, češko švestka or slíva, poljsko śliwka, srbohrvaško šljiva/шљива ali slovaško slivka) z pomanjševalnico pripono *-ica. Destilirane žgane pijače iz različnih sadežev so poimenovane podobno. Npr. češko meruňka marelica → meruňkovice marelično žganje; broskev breskev → broskvovice breskovo žganje. Druga imena so slivovitza, slivovica, șliboviță, šljivovica, śliwowica, schlivowitz, slivovice, slivovica.

## Proizvodnja in potrošnja
Primarni proizvajalci so Bosna, Bolgarija, Hrvaška, Češka, Madžarska, Poljska, Romunija, Srbija in Slovaška.

### Regionalna imena
Po zahtevah več narodov po zaščiteni označbi porekla je Evropska unija oktobra 2007 šla po kompromisni rešitvi, s katero je pustila šljivovico kot generično ime, posameznim narodom pa podelila pravico do zaščite porekla z lastnim pridevnikom.
V ustreznih jezikih je slivovica (/ˈslɪvəvɪts/) znana kot: bolgarsko сливова, сливовица; češko slivovice; nizozemsko Slivovits,nemško Sliwowitz, Slibowitz; madžarsko sligovica; italijansko slivovitz; makedonsko сливова; poljsko śliwowica; romunsko șliboviță; rusko сливовица; srbohrvaško šljivovica, шљивовица; slovaško slivovica; slovensko: slivovka; ukrajinsko слив'янка; in jidiško שליוואָוויץ.
Enake ali podobne žgane pijače proizvajajo tudi v Avstriji, Kanadi, Franciji, Nemčiji, Švici, ZDA, regionalna imena pa vključujejo generično slivovo žganje, Pflümli, Damassine ali eau-de-vie de quetsche.

### Postopek destilacije
Kot osnovno sadje za destilacijo se lahko uporabijo le češplje. Slive lahko pred pridelavo rahlo pretlačijo ali kako drugače zmečkajo, da pospešijo fermentacijo, vendar ne da bi poškodovali zmleta jedrca; soku lahko dodajo kvas, škrob in sladkor. Zmes nato pustijo da fermentira. Obstaja lahko ena ali več stopenj destilacije, odvisno od želenega končnega proizvoda ali regije proizvodnje, staranje pa je običajno za izboljšanje finejših okusov destilata.
Nekateri proizvajalci so pridobili Hechsher, ki potrjuje, da je za pašo košer in tako primeren za uživanje med festivalom, ko so žgane pijače iz žit prepovedane.
Nekatere sodobne proizvodne tehnike, kot so tiste, ki jih uporablja Clear Creek v Oregonu, izpuščajo uporabo koščic pri fermentaciji, da bi ustvarili manj oster ali grenak okus.
Imitacija slivovke je narejena z aromatiziranjem žganja s sokom suhih sliv in umetnim oljem grenkih mandljev.

## Zgodovina, po državah

### Bolgarija
V Bolgariji trojansko slivovo žganje (Troyanska Slivova) menihi destilirajo v Trojanskem samostanu od ustanovitve samostana v 14. stoletju. Prvotni recept je vključeval 40 zelišč in se je skozi stoletja prenašal od opata do opata. Leta 1894 je bila samostanska žgana pijača predstavljena na tekmovanju žganih pijač v Antwerpnu v Belgiji, kjer je osvojila bronasto medaljo. Nekatere njegove značilnosti vključujejo to, da je narejeno iz sorte sliv, ki raste samo v regiji Trojan, stare sorte, ki jo domačini imenujejo slive Madžarkini, so zelo sočne in aromatične, katerih koščica se v nasprotju s tetevenskimi slivami zlahka odstrani iz sadja; destilira se v posodi s prostornino od 80 do 120 litrov; destilira pa se le najboljša letina. Najbolje je, da ga destilirajo do stopnje alkohola med 39 in 41 stopinjami. Nekatere znane osebnosti, ki so okusile trojansko slivovo žganje, so papež Janez Pavel II. in nekdanji ameriški predsednik Bill Clinton. Bolgarski patriarh Maksim je svoj 95. rojstni dan leta 2009 praznoval v sofijski metropoliji s trojanskim slivovim žganjem.
Leta 2007 je češka destilarna Rudolf Jelinek v sodelovanju z bolgarsko vlado v EU zaščitila blagovni znamki Troyanska slivova in Tetevenska slivova. Istega leta je ta destilarna, največji evropski proizvajalec sadnih destilatov, kupila večinski delež največje bolgarske vinogradniške kleti slivovice Vinprom-Troyan, potem ko je pol leta prej kupila drugo največjo Destila Teteven. So pa Čehi zmanjšali vsebnost alkohola, da bi plačali manj dajatev. Proizvodnja Vinprom-Troyan je namenjena predvsem izvozu. Zadnjih 18 let ima Trojan poseben praznik: Praznik sliv. Ta praznik se praznuje konec septembra v Trojanu in v vasi Orešak, kjer stoji Trojanski samostan. Slive so bile vedno nujen pridelek v tej regiji. Od začetka 20. stoletja so iz sliv izdelovali marmelade, pesto, suhe slive in kaše, vse to pa so izvažali v zahodno Evropo.

### Češka in Slovaška
Na Češkem in Slovaškem je slivovica (kot tudi druge destilirane alkoholne pijače na sadni osnovi) zaradi nekoliko simboličnega statusa moravske nacionalne pijače močno predstavljena v lokalnih tradicijah, kulturi in pop kulturi, npr. pregovorov, pesmi, televizijskih oddaj in filmov.
Slivovice se proizvaja predvsem v južnih in vzhodnih provincah Moravske in v Visočini, kjer država ohranja svoj podeželski značaj. Čeprav niso zakonite, so tradicionalne domače destilarne  zelo pogoste po moravskem podeželju, vendar se je večina zasebne proizvodnje preselila v certificirane destilarne v lasti lokalne skupnosti, da bi preprečili napake med postopkom destilacije (ki povzročajo koncentracijo strupenega metanola). Certificirana proizvodnja tudi omogoča državnim organom pobiranje ustreznih davkov (na podlagi dokaza o alkoholu v končnem izdelku), vendar obstajajo davčne olajšave za omejeno zasebno in nekomercialno proizvodnjo pijače. Običajen dokaz zasebno pridelane slivovice je več kot 50 % alkohola v končnem izdelku, komercialno dostopna masovno proizvedena slivovica je manj preverjena.
Slivovice večinoma postrežejo v majhnih kozarcih, ki jih lokalno imenujejo panák (dobesedno: lutka), baňa (različica besede shot/bang v narečjih jugovzhodne Moravske), kalíšek (pogovorno za majhno skodelico) ali štamprle (iz nemščine das Stamperl, mali kozarček). Hranjenje slivovice na hladnem pomaga zmanjšati učinke visoke trdnosti ali nepopolnega okusa, vendar pijače ne postrežejo z ledom. Da bi uživali v aromi in okusu izvirnega sadja, je bolje in pogosteje piti slivovice postrežene pri sobni temperaturi.

### Poljska
Gorsko območje južne Poljske ima dolgo tradicijo izdelave šljivovice. Zgodovinsko gledano so jo destilirali lokalni Goralski višavci in ni nujno, da so ji dali posebna blagovna imena. Eden bolj priznanih tovrstnih izdelkov je Śliwowica łącka, povezana z mestom Łącko. Vendar pa je zaradi dejstva, da je izdelana brez posebnega nadzora in lastništva blagovne znamke, njena kakovost upadla, zlasti v zadnjih letih.
Šljivovico je pred drugo svetovno vojno v velikih količinah destilirala tudi judovska skupnost na Poljskem. Šljivovica je imela kot priljubljen velikonočni alkohol močan ugled med tradicionalnimi judovsko-pravoslavnimi skupnostmi. Državne destilarne so poskušale ponovno uvesti šljivovico na podlagi judovske tradicije v obliki pejsačówke. Po letu 1989 je pejsačówka izginila s trga. Poljske destilarne še naprej proizvajajo Śliwowica Paschalna in Śliwowica Strykowska (Strykover Slivovitz), ki sta obe certificirani kot košer.

### Srbija, Bosna, Hrvaška in Slovenija
Šljivovica (srbsko cirilsko шљивовица) je nacionalna pijača Srbije v domači proizvodnji že stoletja, sliva pa je nacionalno sadje. Šljivovica ima zaščiteno označbo porekla (ZOP). Sliva in izdelki iz nje so za Srbe velikega pomena in so del številnih tradicionalnih običajev. Srbski obrok se včasih začne ali konča s slivovimi izdelki, šljivovica pa je postrežena kot aperitiv. Pregovor pravi, da je najbolje zgraditi hišo tam, kjer najbolje uspeva sliva. Tradicionalno je šljivovica (splošno imenovana rakija) povezana s srbsko kulturo kot pijača, ki se uporablja pri vseh pomembnih obredih (rojstvo, krst, služenje vojaškega roka, poroka, smrt itd.). Uporablja se pri srbskem pravoslavnem praznovanju zavetnika Slava. Uporablja se v številnih ljudskih zdravilih in ima določeno stopnjo spoštovanja nad vsemi drugimi alkoholnimi pijačami. Rodovitna regija Šumadije v osrednji Srbiji je še posebej znana po slivah in šljivovici. Leta 2004 je bilo v Srbiji pridelano več kot 400.000 litrov šljivovice. Leta 2017 je bila Srbija 5. največja proizvajalka sliv in trnulj na svetu.
Po pravnih sporih je po kompromisu iz leta 2007 srbska šljovica (srbsko Српска шљивовица, latinizirano: Srpska šljivovica) postala prva certificirana nacionalna blagovna znamka Srbije.
Šljivovico uživamo neposredno iz usnjene okrogle steklenice ali ohlajeno v kozarcu čokanjčić (množina: čokanjčići). Na Zlatiboru je tudi mesto Šljivovica. Priljubljena grafika v Srbiji prikazuje brkatega kmeta s šubaro (krzneno kapo), ki pije šljivovico iz usnjene steklenice, z motom: »Jebeš koko, jebeš pico, manjka nam samo šljivovica«.
Leta 2021 je bila srbska šljivovica dodana na seznam nesnovne kulturne dediščine Združenih narodov kot »cenjena tradicija, ki jo mora človeštvo ohraniti«.
V Sloveniji jo poznamo kot slivovko.